# Carrières-sous-Poissy
Carrières-sous-Poissy è un comune francese di 15 148 abitanti situato nel dipartimento degli Yvelines, nella regione dell'Île-de-France.

## Società

### Evoluzione demografica
Abitanti censiti